# 1722 au théâtre
| Années du théâtre : 1719 - 1720 - 1721 - 1722 - 1723 - 1724 - 1725    |
| Décennies du théâtre : 1690 - 1700 - 1710 - 1720 - 1730 - 1740 - 1750 |

## Événements
- Le privilège de l'acteur et directeur de troupe Francisque qui avait été autorisé en 1721 à ouvrir un spectacle d'opéra-comique à la Foire Saint-Laurent à Paris[1], n'est pas reconduit : en 1722 le Théâtre français obtient de faire appliquer dans toute sa rigueur un arrêt du Conseil de 1718 qui limitait les spectacles de la foire à un seul rôle parlé[2]. Francisque passe alors commande à Alexis Piron d'un monologue ; Piron écrit Arlequin Deucalion en trois actes qui a un énorme succès : il y a imaginé un Arlequin seul rescapé du Déluge et qui, tout naturellement, soliloque, avec deux autres voix inattendues : celle d’un perroquet et celle d’un polichinelle de bois[3],[4].
- Philippe Poisson se retire définitivement en tant qu'acteur. Il continuera cependant d'écrire pour le théâtre.

## Pièces de théâtre publiées
- Marc-Antoine Legrand, Cartouche, ou les Voleurs, Paris, Musier.

## Pièces de théâtre représentées
- 8 janvier : Les Maccabées d'Antoine Houdar de La Motte, Paris, Comédie-Française.
- 3 mai : La Surprise de l'amour, comédie de Marivaux, Paris, Théâtre-Italien.
- 21 août : Le galant coureur ou l'ouvrage d'un moment, comédie de Marc-Antoine Legrand, Paris, Comédie-Française.
- 2 octobre : The Artifice, comédie de Susanna Centlivre, Londres, Théâtre de Drury Lane.
- Date précise non connue :
  - Jeppe på bjerget (Jeppe du Mont), comédie danoise de Ludvig Holberg, Copenhague, Lille Grønnegade Theatre.

## Naissances
- 22 septembre : John Home, auteur dramatique écossais, mort le 5 septembre 1808.
- 11 novembre : Christlob Mylius, écrivain allemand, auteur d'une comédie Die Ärzte (Les Médecins), mort le 6 mars 1754.

## Décès
- 4 janvier : Girolamo Gigli, poète et dramaturge italien, né le 14 octobre 1660.
- 22 mai : Palamède Tronc de Codolet, auteur dramatique français d'expression occitane, né en 1656.
- 1er décembre : Jeanne de La Rue, dite Mademoiselle Des Brosses, actrice française, sociétaire de la Comédie-Française, née en 1657.
- après 1722 : 
  - Adriana Eeckhout, actrice et dramaturge néerlandaise, née vers 1650[N 1].